# Hesperentomon hwashanensis
Hesperentomon hwashanensis är en urinsektsart som beskrevs av Yin 1982. Hesperentomon hwashanensis ingår i släktet Hesperentomon och familjen Hesperentomidae. Inga underarter finns listade i Catalogue of Life.